# إطلاق النار على المركز التجاري في ألفين آن دي راين
حادث إطلاق النار على المركز التجاري في ألفين آن دي راين، حدث في 9 أبريل 2011، قتل فيه ستة أشخاص بعد إطلاق مسلح مجهول النار على مركز رييرهوف التجاري، في ألفين آن دي راين، جنوب هولندا، بلدة تبعد حوالي 33 كم جنوب غرب أمستردام. بواسطة بندقية، ثم قتل نفسه.

## الحادث
ذكرت إذاعة هولندا العالمية أن تريستان فان در فليس فتح النار من سلاح آلي قرب مدخل مركز ريديرهوف التجاري، فأردى سبعة أشخاص وأصاب ما لا يقل عن عشرة ثم انتحر بالسلاح الذي كان يحمله. ونقلت الإذاعة عن عمدة المدينة باس أينهورون قوله بمؤتمر صحفي إن ستة أشخاص قتلوا على الفور بينما توفي شخص آخر متأثراً بجراحه بالمستشفى، مشيرا إلى أن أربعة من المصابين بحالة حرجة، ومؤكدا وجود أطفال ضحايا.
صرحت المدعية العامة كيتي نووي إن الشرطة تعرفت على هوية المسلح، مضيفة أنه أشقر بوجه قوقازي، وهو رجل هولندي من نفس المدينة في الـ24 من العمر. وترك المهاجم رسالة عثرت عليها الشرطة بسيارته تقول إن هناك ثلاث عبوات موجودة بثلاثة مراكز تجارية بمدينة ألفين آن دي راين. وحسب المسؤولين الهولنديين، تصرف الرجل بمفرده ولم يتلق مساعدة من أحد.